# Heroes of Mana

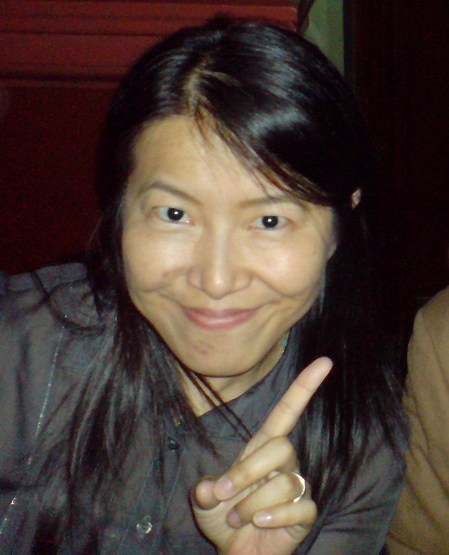
Yoko Shimomura compose la musique du jeu.

Heroes of Mana (聖剣伝説 HEROES of MANA, Seiken Densetsu: Heroes of Mana) est un jeu vidéo de type Tactical RPG en temps réel développé par Brownie Brown et édité par Square Enix sur Nintendo DS. Le développement du jeu a été annoncé par le magazine japonais Famitsu en septembre 2006 ; il est finalement sorti en 2007. Il fait partie de la série Mana.

## Synopsis
L'histoire de Heroes of Mana se déroule dix-neuf ans avant les évènements Trials of Mana. Envoyé dans une mission de reconnaissance, le Nightswan devait infiltrer Ferolia, le royaume des Beastmen, dans le but d'en savoir plus sur les rumeurs persistantes de la levée d'une armée afin de s'attaquer aux Peddans. En réalité, il s'agissait d'une machination de la part du général de leur propre armée visant un coup d'État afin de conquérir le monde. Assistant à l'invasion de Ferolia, l'équipage du Nightswan sont contraints de s'opposer à leur ancien supérieur en parcourant le monde pour aider les différents royaumes.

## Système de jeu
Heroes of Mana est un jeu de stratégie en temps réel utilisant en grande partie le stylet de la Nintendo DS. Le joueur doit convoquer des monstres qui combattent aux côtés de son héros dans le but d'accomplir certains objectifs (par exemple, détruire tous les ennemis du zone donnée). Au fur et à mesure, le joueur peut débloquer de nouvelles unités, des esprits ou des astuces utiles pour terminer le scénario. De nouveaux équipements et des missions bonus son accessibles en terminant le jeu et en trouvant des trésors cachés. Il existe un total de 26 missions bonus (une pour chaque mission du scénario principal) ainsi que des missions additionnelles disponibles uniquement via un système de classement du héros.
Il existe aussi un mode multijoueur sans-fil et le service Nintendo Wi-Fi Connection permet l'acquisition par téléchargement de nouvelles cartes et missions. Des objets spéciaux sont disponibles via ce service en confrontant le classement de son héros ainsi qu'en gagnant des points durant les missions en complètant des objectifs bonus (comme terminer la mission en un temps donné ou un certain nombre de fois).

## Développement
Le créateur de la série, Kōichi Ishii, expliqua dans une interview que ce jeu a été développé pour les "joueurs occasionnels" de stratégie en temps réel.

## Accueil
Le jeu a reçu une note de 6.5 de la part de Nintendo Power pour être un bon exemple de jeu de stratégie en temps réel mais avec une intelligence artificielle de mauvaise qualité. IGN donna un 8.0 au jeu lui donnant la place de meilleur jeu de stratégie en temps réel sur Nintendo DS.